# Adolph Andreas von der Lühe
Adolph Andreas von der Lühe (* 18. März 1695 in Schulenberg; † 18. Oktober 1750 in Kopenhagen) war ein dänischer Kammerherr und Stiftamtmann.

## Leben

### Familie
Adolph Andreas war Angehöriger des mecklenburgischen Adelsgeschlechts von der Lühe. Er war ein Sohn des Erbherrn auf Schulenberg, Jacob Friedrich von der Lühe, und der Anna Friederike, geborene von Bibow.
Aus seiner Ehe mit Friederike Weyse (1711–1791) hatte er zwei Töchter:
- Christiane Sophie von der Lühe (1732–1750) ⚭ Albrecht Christopher Schaffalitzky de Muckadell (1720–1797), dänischer Lehnsgraf, Kammerherr, Geheimer Rat und Oberst
- Elisabeth Frederike von der Lühe (1735–1762) ⚭ Gustav Friedrich Holck-Winterfeldt (1733–1776), dänischer Graf, Kammerherr und Geheimer Rat

### Werdegang

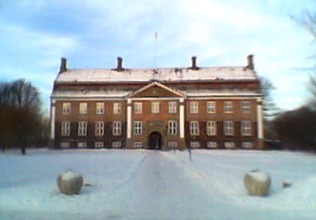
Herrenhaus Svanholm (2006)

Lühe wurde am Neujahrstag 1714 in die am selben Tag gestiftete Kadettenkompanie aufgenommen. 1719 wechselte er zur Leibgarde zu Pferde und stand einige Zeit als Page bei Königin Louise im Dienst. 1721 avancierte er zum Leutnant und 1728 zum Kapitänleutnant. Er erhielt 1730 mit dem Charakter eines Rittmeisters seinen Abschied.
In den Jahren 1730 bis 1735 war er königlicher Stallmeister. Im Jahr 1735 wurde er Assessor am Hofgericht. Ebenfalls seit 1735 war er Herr auf Svanholm, das er für 40.000 Reichstaler kaufte und 1744 zur heutigen Form umbauen ließ, 1745 aber bereits an Kronprinz Friedrich weiterverkaufte. 1737 erhielt er den Titel eines Etatsrates und wurde als Amtmann über das Amt Roskilde bestallt. Von 1740 bis 1746 war er zudem Amtmann im Amt Tryggevælde. Bereits 1745 stieg er zum Konferenzrat auf und wurde 1746 Kammerherr. Lühe wurde 1747 anlässlich der Krönung Friedrichs V. das Weiße Band verliehen. Schließlich wurde er noch 1750 Stiftamtmann im Bistum Seeland, bevor er nach kurzer Krankheit verstarb. Er wurde in der St.-Petri-Kirche in Kopenhagen beigesetzt.